# Різак Іван Михайлович
Іва́н Миха́йлович Різа́к (нар. 21 вересня 1965, Бобовище Мукачівського району Закарпатської області) — український політик, вчений-фізик, громадський діяч, голова Благодійного Фонду підтримки освіти, науки, науково-технічної та інноваційної діяльності, доктор фізико-математичних наук.

## Освіта
У 1980 році закінчив 8 класів Бобовищанської середньої школи.
У 1980—1983 роках навчався в Мукачівському СПТУ № 8, яке закінчив з відзнакою та отримав кваліфікацію електрогазозварника четвертого розряду. Під час навчання в школі брав участь в районних і обласних олімпіадах з фізики, хімії, математики, в окремих з них був переможцем. В 1982 році був призером Всеукраїнської республіканської олімпіади з правових знань. Був також позаштатним сільським кореспондентом районної газети «Прапор Перемоги».
У 1983 році вступив до Ужгородського державного університету (нині УжНУ) на фізичний факультет.
У 1984—1986 роках проходив службу в Радянській армії на посадах курсанта, командира відділення, заступника командира взводу.
У 1986—1990 роках продовжив навчання на фізичному факультеті, який закінчив з відзнакою за спеціальністю «фізика» і отримав кваліфікацію фізика, викладача фізики. Під час навчання у вузі був Ленінським стипендіатом, студентським деканом, факультету, заступником студентського профкому університету.
Після дострокового закінчення аспірантури в 1992 році захистив кандидатську дисертацію. Кандидат фізико-математичних наук. Автор та співавтор понад 100 наукових публікацій і 2 монографій з фізики твердого тіла, підручника і методичних посібників.
У 2016 році захистив докторську дисертацію.
Доктор фізико-математичних наук.

## Трудова діяльність
У 1990—1994 роках працював інженером, молодшим науковим, науковим та старшим науковим співробітником фізичного факультету УжДУ (нині УжНУ). Після захисту кандидатської дисертації у 1992 році за сумісництвом працював директором Закарпатського Центру соціальних служб для молоді.
У 1994 по 1998 роках працював заступником керівника секретаріату, завідувачем організаційного відділу Закарпатського облвиконкому та облдержадміністрації.
У 1994 та 1998 роках пройшов стажування у ФРН та США з питань державного управління.
У 1998 році став заступником голови ОДА Сергія Устича, у травні 1999 р. — першим заступником голови облдержадміністрації Віктора Балоги.
Після того як СДПУ(О) почала вимагати відставки Балоги, був звільнений з посади.
У 2001—2002 роках працював заступником голови фонду підтримки наук. Радник віце-спікера парламенту на громадських засадах.
У червні 2001 року знову призначений першим заступником голови облдержадміністрації — цього разу Геннадія Москаля.
У березні 2002 року був обраний народним депутатом України. Голова Комітету Верховної Ради України з питань екологічної політики, природокористування та ліквідації наслідків Чорнобильської катастрофи
27 вересня 2002 року призначений головою Закарпатської обласної державної адміністрації. У листопаді 2002 року йому було присвоєно перший ранг державного службовця.
Перебував на цій посаді до 21 січня 2005.
Після відставки з посади голови облдержадміністрації у 2005, 2006 роках працював на звільненій посаді секретаря обкому СДПУ(О).
У 2009—2011 роках працював заступником генерального директора Харківського авіаційного заводу з питань наукової роботи, радник Харківського міського голови з економіки на громадських засадах.
У 2011—2012 роках — директор департаменту з правового забезпечення «Харківобленерго».
У 2012 році брав участь в 5-му українському семінарі «Відповідальне лідерство». програми «Аспен-Україна».
З 2012 року по сьогоднішній день на громадських засадах працює адміністратором сайтів «Світоглядд-інфо» та персональної сторінки Олексія Різака, а також очолює благодійні фонди «імені безвинного убієнного Олеексія Різака» та «підтримки освіти, науки, науково-технічної та інноваційної діяльності».
Так оцінив діяльність Івана Різака Президент України Леонід Кучма у своїй книзі «Після майдану 2005—2006. Записки президента».: «Хотілося б назвати десятки і сотні талановитих, видатних управлінців, які утримували під своїм контролем найважчі ситуації в складних умовах перехідного періоду. На жаль, це неможливо. Гриневецький- в Одесі, Куніцин — в Криму, Вишиванюк — в Івано-франківській області, Сорока — в Рівненській, багатостраждальний Різак — в Закарпатті. Це хлопець-трудяга. Так я завжди називав його. Його область, коли він туди прийшов, була за основними показниками на останньому місці в Україні. Він вивів її на одно з перших. При ньому Закарпаття в 2003 році уперше у своїй історії зайняло перше місце за темпами соціально-економічного розвитку в країні, а в 2004 р. — друге, поступившись тільки Києву. Якщо в 2002 р. темпи зростання в Закарпатті були 10 відсотків, то в 2003—2004 рр. — 27-44. При цьому Різаку вдалося витримувати найнижчі в Україні ціни на хліб і нафтопродукти. За два роки при ньому в Закарпатті вдалося залучити інвестицій майже стільки ж, скільки за 10 років до нього. Регіон перестав бути збитковим. У 2002 році бюджет Закарпаття збирав 0,5 млрд. Гривень, в 2004-му — 1 млрд. Такі речі не відбуваються самі собою».
Нагороджений орденом «За заслуги» III ступеню, Почесною грамотою Президента України, Почесною грамотою Закарпатської обласної ради, багатьма відомчими та відзнаками громадських організацій. Зокрема. почесною орденської відзнакою «Суспільне визнання» III сступеню, відзнакою Державного комітету України у справах ветеранів «вірність бойовим традиціям», відзнакою МВС України «за сприяння органам внутрішніх справ та ін.». Почесною грамотою ФФУ і почесною грамотою ПФЛ «за особистий вагомий внесок у розвиток футболу в Україні». нагороджений Орденом Рівнопостольного Князя Володимира УПЦ.

## Політична діяльність
Громадську діяльність розпочав у 1992 році, очоливши Закарпатський молодіжний демократичний союз.
З 1997 року — у лавах СДПУ(О).
У 1997—1999 роках — заступник керівника обласної організації партії, у червні 1999 року очолив організацію. У грудні 1998 р. обраний до Політради СДПУ(О), у травні 1999 — до Політбюро партії.
Був переможцем «Обличчя Закарпаття-99» у номінаціях «Закарпатський політик року», «Чоловік року на Закарпатті».
Іван Різак перший серед членів Соціал-Демократичної партії України (об'єднаної) удостоєний вищої відзнаки партії — Золотим Значком СДПУ(О).
На виборах 2002 року обраний народним депутатом за списком СДПУ(О). Очолив комітет Верховної Ради з питань екологічної політики, природокористування та ліквідації наслідків Чорнобильської катастрофи.
Голова СДПУ(О) Віктор Медведчук так висловився про Івана Різака: «Мені надзвичайно приємно, що в лавах нашої партії є люди, для яких служіння Батьківщині своєму народові є сенсом життя. І нагородою за це хай буде повага людей та перемога справи, якій присвячене життя, в ім'я перемоги демократії та процвітання України. Ваша стійкість і відданність справі є взірцем для всіх соціал-демократів України».
У 2007 році його було вивели з керівних органів партії. З того часу позапартійний.
Саме під час губернаторства Різака відбувалися сумнозвісні вибори 2004 в Мукачевому.
13 травня І. Різака було затримано й 16 травня 2005 року Ужгородський міський суд обрав запобіжним заходом щодо І.Різака арешт. 13 вересня 2005 року його було звільнено з-під варти в Ужгородському СІЗО під заставу. Справу Івана Різака розглядав Апеляційний суд Івано-Франківської області, який урешті-решт 31 липня 2007 року виніс вирок засудивши екс-губернатора Закарпаття до 5 років умовно з іспитовим терміном один рік. Зокрема, суд визнав І.Різака винним у вчинені злочинів, передбачених ч.2 ст.157, ч.1 ст.294, ч.2 ст.365 Кримінального кодексу України та призначив йому покарання у вигляді 5 років позбавлення волі з позбавленням права обіймати посади, пов'язані з нормативно-розпорядчими функціями.
На думку політолога Михайла Погребинського, випадок з умовним засудженням Івана Різака не призведе до будь-якого впливу на виборчий процес. «Різак виявився таким, до якого нема діла ані команді Президента, ані команді Партії регіонів. За цих обставин така людина, як він, залишається поза будь-яким політичним захистом». Цей випадок винятковий і перший у своєму роді, адже коли б одна зі сторін сьогоднішнього політичного протистояння лобіювала інтереси цієї людини, він не був би засуджений взагалі. «У нас використовується кримінальне переслідування вибірково. Якщо б це було послідовно і чесно, то я думаю, дуже багато політичних фігур були б на лаві підсудних і отримали б відповідно терміни. Але цього не відбувається, бо якась зі сторін захищає свою людину», — додав політолог.
Перший Президент України Леонід Кравчук в інтерв'ю газеті «Киевские ведомости» (2009 рік) дав таку оцінку цьому процесу: «Я переконаний, що Різак став жертвою політичного процесу…
Знаєте, сила влади адже полягає якраз в здатності визнати помилки або, скажімо, допущені неточності, і відкрито про це сказати суспільству. Це може зробити тільки сильна влада і сильний політик. Слабка влада і слабкий політик ніколи цього не зроблять, тому що вони вважають, що це приниження їх посадових амбіцій. Хоча, все якраз навпаки. Якщо в першу чергу дивитися на ситуацію, відштовхуючись від того, що Україна — це демократична, правова держава, то будь-яке питання буде розв'язане так, щоб була захищений людина, яка, як написано в нашій Конституції, є найвищою цінністю…Але я хочу ще раз наголосити: Іван Різак незаслужено став предметом втручання в його життя правоохоронних органів, а це дуже серйозно відбивається на ньому, його рідних і близьких. Я буду робити все, що можу, з тим, щоб ця людина зайняв гідне місце в українських реаліях: і як політик, і як людина.»
У 2012 році Івана Різака Верховним Судом України було виправдано, а в 2012 році було вбито його єдиного сина Олексія.

## Сімейний стан
Одружений.
Дружина — Різак Галина Вікторівна, 1968 року народження доцент кафедри органічної хімії хімічного факультету УжНУ, кандидат фармацевтичних наук.
Син — Різак Олексій Іванович, 1989 року народження, головний податковий інспектор. жорстоко вбитий на політичне замовлення у листопаді 2012 року.